# Silene foetida
Silene foetida är en nejlikväxtart. Silene foetida ingår i släktet glimmar, och familjen nejlikväxter.

## Underarter
Arten delas in i följande underarter:
- S. f. foetida
- S. f. gayana